# Szadamoto Josijuki
Szadamoto Josijuki (貞本 義行; Hepburn: Sadamoto Yoshiyuki; 1962. január 29. –) japán szereplőtervező és mangaművész.

## Életpályája
Szadamoto Josijuki elsősorban videójátékok és animációs sorozatok szereplőtervezőjeként tevékenykedik. Társalapítója Gainax animációs stúdiónak. Animátorként közreműködött többek között a Toppu vo nerae! (トップをねらえ!), a Fusigi no Umi no Nadia (ふしぎの海のナディア) és a Neon Genesis Evangelion című televíziós rajzfilmsorozatokon. Rövidebb képregényei tartozik a Dirty Work és a System of Romance.